# والیو ماسو
والیو ماسو (استونیایی: Valjo Masso; ۳ ژوئن ۱۹۳۳ – ۱۰ سپتامبر ۲۰۱۳) دانشمند زراعت، سیاستمدار و نماینده سابق مجلس اهل استونی بود.